# John Parlett
Harold John Parlett (* 19. April 1925 in London; † 6. März 2022) war ein britischer Mittelstreckenläufer.

## Karriere
Harold Parlett kam 1925 im Londoner Stadtbezirk Bromley zur Welt. 1942 trat er dem Dorking St. Paul’s Athletic Club bei. 1947 bestritt er gegen Frankreich seinen ersten Länderkampf für England.
Parlett, der Kunst in Woking studierte, wurde bei den Olympischen Spielen 1948 in London Achter im 800-Meter-Lauf mit über sechs Sekunden Rückstand auf den drittplatzierten Franzosen Marcel Hansenne. 
Anfang 1950 siegte Parlett, für England startend, bei den British Empire Games in Auckland über 880 Yards und wurde in der englischen 4-mal-440-Yards-Staffel mit dem englischen Team Zweiter. Ende August desselben Jahres gewannen bei den Leichtathletik-Europameisterschaften in Brüssel der Norweger Audun Boysen, Marcel Hansenne und Parletts Landsmann Roger Bannister ihre Vorläufe. Parlett qualifizierte sich als Dritter im zweiten Vorlauf für das Finale. Im Finale begann Boysen mit hohem Tempo und setzte sich in der ersten Runde mehrere Meter von den anderen Läufern ab. Nach sechshundert Metern verließen Boysen die Kräfte, und die beiden Briten zogen in der Schlusskurve an ihm vorbei. Auf der Zielgeraden stürmte von hinten Hansenne heran, erreichte aber nur noch Bannister. Parlett gewann mit Meisterschaftsrekord von 1:50,5 Minuten und 0,2 Sekunden Vorsprung vor Hansenne und Bannister. Boysen wurde letztlich Fünfter. Während Hansenne und Boysen als Weltrekordler über 1000 Meter und Bannister als erster Meilenläufer unter vier Minuten in die Leichtathletikgeschichte eingingen, blieben bei Parlett die zwei Siege von 1950 Höhepunkt der Karriere. 
John Parlett war 1,80 m groß und wog in seiner aktiven Zeit 62 kg. Im Jahr 1979 heiratete er seine frühere Mannschaftskollegin Dorothy Manley-Hall.

## Vornamensproblematik
Parlett wird im deutschen Sonderdruck von 1950 als Harry John Parlett bezeichnet. In der Ergebnisliste der Olympischen Spiele nach zur Megede (1999) und im anlässlich der Europameisterschaften 2002 herausgegebenen Handbuch wird er als Harold Parlett bezeichnet. Bob Phillips bezeichnet ihn in seiner Monographie als John Parlett. In seinem Standardwerk über die Olympischen Spiele führt ihn Volker Kluge als H. J. Parlett.